# La Sorcière et son pantin
La Sorcière et son pantin (The Witch's Familiar en V.O., littéralement : Le Familier de la sorcière) est le second épisode de la neuvième saison de la deuxième série de la série télévisée britannique de science-fiction Doctor Who, diffusé sur BBC One le 26 septembre 2015. Cet épisode est le second d'une histoire en deux parties.

## Distribution
- Peter Capaldi (VFB : Philippe Résimont) : le Docteur
- Jenna Coleman (VFB : Marielle Ostrowski) : Clara Oswald
- Michelle Gomez (VF : Jacqueline Ghaye) : Missy
- Julian Bleach : Davros
- Jami Reid-Quarrell : Colony Sarff
- Joey Price : l'enfant
- Nicholas Briggs : voix des Daleks
- Barnaby Edwards : Dalek
- Nicholas Pegg : Dalek

## Résumé
Clara se réveille à l'extérieur de la cité Dalek, prisonnière de Missy. Alors qu'elle croyait mourir sous les tirs des Daleks, Missy lui explique qu'elles ont survécu en utilisant l'énergie des tirs pour activer un téléporteur, une astuce qu'elle a apprise du Docteur et qui lui avait permis de survivre à la fin de « Mort au paradis. »
Pendant ce temps, le Docteur prend le dessus sur Davros, s'installe dans son siège et équipé de la puissance de son créateur, exige du Dalek Suprême que Clara Oswald lui soit amenée saine et sauve. Les Daleks sont encore persuadés que Clara est morte et le Docteur est finalement capturé par les serpents de la Colonie Sarff.
Missy et Clara trouvent un accès à la cité Dalek par les égouts, qui servent de dépotoir pour les vieux Daleks, immortels mais en décrépitude. Missy utilise Clara comme appât pour attirer un Dalek et le piéger en perçant son armure afin que les vieux Daleks s'en prennent au jeune. Missy récupère ainsi l'armure Dalek dans laquelle elle installe Clara et lui explique comment contrôler télépathiquement l'armure. Clara découvre également les limites du contrôle mental : elle est incapable de transmettre son nom, l'armure traduisant « Je suis Clara Oswald » par « Je suis un Dalek », et toute forme d'émotion par « Exterminer ».
Le Docteur est ramené à Davros, qui le laisse observer la machine dans laquelle il est installé : les câbles qui le maintiennent en vie sont reliés à tous les Daleks, rendant la survie de Davros directement dépendante de celle des Daleks. Le Docteur voit cependant que même une telle technologie ne suffit pas à maintenir Davros en vie et qu'il va inévitablement mourir ; quand Davros lui demande pourquoi il est venu, le Docteur répond qu'il s'agit d'un simple acte de compassion. Il lui révèle également que Gallifrey a survécu quelque part et finissent par rire d'une blague sur les talents médicaux du Docteur alors que Davros est sur le point de mourir. Ce dernier exprime son dernier souhait : voir un dernier lever de soleil sur Skaro. Le Docteur le rebranche donc à sa machine et utilise un peu de son énergie régénératrice de Seigneur du Temps pour la réactiver. Ce faisant, le Docteur découvre le piège de son ennemi : grâce à la Colonie Sarff, Davros absorbe l'énergie du Seigneur du Temps et la redistribue à tous les Daleks de la planète. Missy intervient à temps pour arrêter le processus avant que le Docteur ne meure et tue la Colonie Sarff.
Le Docteur se relève et montre alors qu'il avait parfaitement compris le plan de Davros mais aussi les conséquences que son ennemi n'avait pas prévues : l'énergie a également atteint les Daleks des égouts qui émergent et prennent leur revanche sur les Daleks en état. Le Docteur et Missy fuient et tombent sur Clara, toujours dans l'armure Dalek et incapable de communiquer directement avec l'extérieur. Missy tente de la piéger en affirmant que ce Dalek a tué Clara et qu'il doit le tuer à son tour, mais le Docteur a des doutes et comprend la ruse quand le Dalek commence à demander grâce, chose impensable pour une telle machine à tuer sans émotion. Le Docteur laisse donc fuir Missy pendant qu'il libère Clara de l'armure. Missy se retrouve encerclée par plusieurs Daleks quand elle a une idée.
Le Docteur rappelle le TARDIS, qui a simplement été dispersé, pour fuir hors de la ville avec Clara. Toujours interrogatif sur le fait qu'un Dalek comprenne le sens de la compassion, il comprend ce qu'il doit faire. Il retourne alors au TARDIS rejoindre Davros enfant coincé dans le champ de mines-mains et utilise un fusil Dalek pour exterminer les armes. Davros enfant cherche à comprendre pour quel camp se bat le Docteur, qui répond que cette question n’a pas d'importance tant qu'il y a de la compassion.

### Continuité
- L'épisode commence avec Missy racontant à Clara une histoire liée au Docteur, qu'elle qualifie de « classique », sans doute en référence au terme de « Doctor Who Classic » désignant la première série de Doctor Who. Elle dit ne pas se souvenir de quel Docteur il s'agissait et on peut voir la silhouette du quatrième et du premier Docteur. Elle y révèle une technique permettant aux tirs de recharger un téléporteur, chose qui lui a permis de survivre à la fin de l'épisode précédent ainsi qu'à la fin de « Mort au paradis »[1].
- On apprend qu'à une époque, le Maître a eu une fille. Le fait que Missy parle de manger Clara au début de l'épisode, renvoie au Maître devenu anthropophage dans « La Prophétie de Noël ».
- On retrouve beaucoup de Daleks issus des différentes saisons de la série, notamment le Special Weapons Daleks apparu dans « Remembrance of the Daleks »[1],[2]. On apprend aussi pourquoi la planète Skaro existe toujours et l'on retrouve de nombreux gimmicks des Daleks.
- Aucun dalek du « nouveau paradigme » introduit dans la Victoire des Daleks n'est représenté, ce qui entérine l'abandon de ce design controversé.
- L'introduction de Daleks hybridés avec des Seigneurs du temps donnera lieu à l'épisode « DGM : Dalek génétiquement modifié » en 2007.
- Dans l'épisode « Resurrection of the Daleks », le Docteur pointait déjà une arme sur Davros.
- L'épisode renvoie aux débuts de Clara dans « L'Asile des Daleks » lorsqu'un de ses échos se révèle être devenu un Dalek[3]. Il renvoie aussi à l'épisode The Daleks avec une traversée des égouts de Skaro[1]. Un compagnon (à l'époque Ian Chesterton) s'était caché à l'intérieur de l'armure d'un Dalek. On retrouve aussi le fait que les Daleks n'aient pas de chaises[2].
- C'est la seconde fois que le Docteur décide d'abandonner l'utilisation du tournevis sonique depuis l'épisode du 5e Docteur «The Visitation »[2].
- Davros tente le Docteur en lui disant qu'en un geste il pourrait tuer tous les Daleks se trouvant sur Skaro, ce qui renvoie à une question déjà abordée dans « La Genèse des Daleks »[2] et Davros utilise la phrase « Am I a good man? » / « Suis-je un homme bon? » que se posait le Docteur dans l'épisode «Dans le ventre du Dalek ».
- Le système de déplacement du TARDIS en milieu hostile avait déjà été introduit en 1968 dans l'épisode «The Krotons » et réintroduit en 2013 dans l'épisode « Destruction mutuelle assurée ».